# Nyctalus
El gènere Nyctalus pertany a la família dels vespertiliònids.
Es distribueixen per les regions temperades i subtropicals d'Europa, Àsia i Àfrica del Nord.

## Taxonomia
Aquest gènere està format per les següents 8 espècies:
- Nyctalus aviator
- Nyctalus azoreum
- Nyctalus furvus
- Nyctalus lasiopterus
- Nyctalus leisleri
- Nyctalus montanus
- Nyctalus noctula
- Nyctalus plancyi